# The Wild West (film fra 1919)
The Wild West er en amerikansk stumfilm fra 1919 af T. Hayes Hunter.

## Medvirkende
- E. K. Lincoln som Dick Gale
- Margery Wilson som Mercedes Castenada
- Eileen Percy som Nell
- Lawson Butt
- Russell Simpson som Ladd